# Gusztáv Sebes
Gusztáv Sebes (Budapest, 22 de enero de 1906-Budapest, 30 de enero de 1986) fue un jugador y entrenador de fútbol húngaro, conocido especialmente por ser el entrenador del combinado húngaro en la Copa Mundial de Fútbol de 1954. Ese equipo, conocido como los Magiares Poderosos, contaba con Ferenc Puskás, Zoltán Czibor, Sándor Kocsis, József Bozsik y Nándor Hidegkuti.
Sebes es considerado como uno de los grandes teóricos y estrategas del fútbol europeo del siglo XX cuando creó lo que denominó «fútbol socialista», una versión temprana del «fútbol total» de Rinus Michels, en el que cada jugador tiene el mismo rol dentro del terreno y puede jugar en todas las posiciones. Debutó como seleccionador húngaro en 1947 y dejó el cargo en 1957. Como seleccionador nacional, Gusztáv logró sus mayores éxitos haciendo a Hungría campeona olímpica en 1952, logrando la Copa Internacional y el subcampeonato del Mundial de Suiza 1954 en la mítica final perdida 3-2 ante Alemania Federal.
Gusztáv Sebes, a la sazón subsecretario de deportes de Hungría y vicepresidente de la UEFA, participó en la reunión de ésta, a principios de abril de 1955 con el objeto de estudiar la propuesta de crear una Copa de Europa donde participarían los mejores equipos del continente. La iniciativa venía impulsada por el periódico deportivo francés L'Équipe, de mano de su director en la época Gabriel Hanot junto con su colega Jacques Ferran, y con el apoyo del presidente del Real Madrid Santiago Bernabéu, así como de Sebes.

## Carrera como jugador
Sebes, el hijo de un zapatero, jugó al fútbol juvenil en Hungría con, entre otros, el Vasas SC. Luego trabajó como organizador sindical en Budapest y luego en París, donde trabajó como instalador durante cuatro años con Renault en Boulogne-Billancourt. Sebes también jugó para el equipo de la fábrica Club Olympique Billancourt. En 1953, de camino a Londres para jugar contra Inglaterra, Sebes y los Magiares poderosos se detuvieron en París y jugaron un partido de preparación contra su antiguo equipo, derrotándolos por 18-1 frente a tres mil espectadores. Al regresar a Hungría en la década de 1920, jugó para el MTK Hungária FC, donde sus compañeros de equipo incluían a Jenő Kálmár y Pál Titkos, quienes más tarde trabajaron como asistentes de Sebes. Otros compañeros de equipo incluyen a Iuliu Baratky y Ferenc Sas. Durante su tiempo en MTK, ayudó al club a ganar la liga húngara en tres ocasiones y la copa húngara una vez.

## Carrera como entrenador

### Honvéd y MTK Budapest
En 1948, Sebes, junto con Béla Mandik y Gábor Kompóti-Kléber, formaba parte de un comité de tres hombres que se hicieron cargo del equipo nacional de fútbol de Hungría. Sin embargo, en 1949, con el título de Viceministro del Deporte, Sebes estaba a cargo y se le dio el control completo de la planificación para el equipo nacional. Se inspiró en el Wunderteam austriaco y en la Italia que ganó dos Copas Mundiales en la década de 1930. Ambos equipos procedían principalmente de uno o dos clubes, y Sebes quería un sistema similar en Hungría. En enero de 1949, cuando Hungría se convirtió en un estado comunista, la consiguiente nacionalización de los clubes de fútbol le dio a Sebes esa oportunidad. Los dos clubes húngaros más importantes de la época eran el Ferencvárosi TC y el MTK Hungária FC. Sin embargo, mientras la policía secreta (ÁVH) se hizo cargo del MTK, el Ferencváros se consideraba inadecuado debido a su tendencia derechista y tradiciones nacionalistas. Sebes recurrió al Kispest AC, y el club fue asumido por el Ministerio de Defensa húngaro; se convirtió en el equipo del ejército húngaro y posteriormente pasó a llamarse Budapest Honvéd SE.
El equipo del Honvéd ya incluía a Ferenc Puskás y József Bozsik, pero la conscripción del ejército ahora permitió a Honvéd reclutar a Sándor Kocsis, Zoltán Czibor y László Budai del Ferencvárosi TC; Gyula Lóránt del Vasas SC; y el portero Gyula Grosics. Sebes efectivamente pudo usar el Honvéd como campo de entrenamiento para el equipo nacional. Mientras tanto, en el MTK, el entrenador Márton Bukovi comenzó a usar la vital formación 4-2-4, que luego fue adoptada por Sebes. En particular, Bukovi, junto con Péter Palotás y Nándor Hidegkuti, fue pionero en la crucial posición de mediapunta. Otros jugadores de MTK, Mihály Lantos y József Zakariás, le dieron al Equipo de oro una sólida defensa.

### Campeones Olímpicos
Fue en los Juegos Olímpicos de Helsinki de 1952 que Sebes y el Equipo de oro destacaron por primera vez. Con una línea frontal que incluía a Ferenc Puskás, Sándor Kocsis y el Péter Palotás, Hungría progresó fácilmente a la final. En cinco partidos, anotaron 20 goles y solo concedieron dos. En la semifinal, derrotaron a los campeones olímpicos, Suecia por 6-0; y en la final, vencieron a Yugoslavia por 2-0, con goles de Puskás y Zoltán Czibor. Entre los que presenciaron la victoria de los Juegos Olímpicos estuvo Stanley Rous, secretario general de la Asociación Inglesa de Fútbol (FA) y futuro presidente de la FIFA; posteriormente se acercó a Sebes e invitó a Hungría a jugar contra Inglaterra en Wembley.

### Hungría vs. Inglaterra
Sebes planeó el partido contra Inglaterra meticulosamente. Pidió prestado el tipo de pelotas más pesadas usadas por la FA inglesa para que su equipo pudiera practicar con ellas y alteró su campo de entrenamiento para que las dimensiones coincidieran con las de Wembley. También organizó partidos de práctica contra clubes húngaros ordenados para jugar al estilo inglés, y el 15 de noviembre de 1953, dos semanas antes del partido de Inglaterra, Hungría jugó contra el equipo de Suecia, dirigido por el inglés George Raynor. También tomó la decisión de usar a Nándor Hidegkuti en lugar de a Péter Palotás en el papel de falso centro delantero o mediapunta retrasado. El 19 de septiembre de 1952, en un partido de la Copa Internacional de Europa Central —popularmente conocida como Copa Dr. Gerö— Hungría vencía a Suiza por 2-0 después de media hora, reemplazó a Palotás con Hidegkuti. Inspirado por Hidegkuti, Hungría estuvo igualado en el medio tiempo y finalmente ganó, 4-2. El 17 de mayo de 1953, Hidegkuti ayudó a Hungría a hacerse con el título de Europa Central cuando marcó en la victoria por 3-0 ante Italia en el Stadio Olimpico.
El 25 de noviembre de 1953, Hungría se enfrentó al equipo inglés que incluía a Stanley Matthews, Stan Mortensen, Billy Wright y Alf Ramsey, y los derrotó por 6-3. En una impresionante exhibición de fútbol, Hidegkuti anotó un hattrick y Ferenc Puskás anotó un doblete. Jackie Sewell, delantero inglés aquella tarde, aseguró sobre el estilo del equipo de Sebes: "Su movimiento era increíble. Nos bailaron todo el tiempo. Hacían pequeñas triangulaciones, los tuya-mía que todo el mundo intenta hacer ahora. Pero por aquel entonces nadie lo hacía, por lo menos yo nunca lo había visto". Después del partido, se organizó una revancha como preparación para la Copa Mundial de 1954. El regreso tuvo lugar en el Népstadion en Budapest, y Hungría volvió a humillar a los ingleses ganando 7-1.

### Mundial de Suiza 1954
Hungría entró en la Copa Mundial de Suiza de 1954 con confianza y un récord invicto que se remonta a 1950. Avanzaron fácilmente a través de las etapas de grupos, con victorias sobre Corea del Sur y Alemania Federal. Luego, en los cuartos de final, Hungría ganó 4-2, sobreviviendo a un encuentro contundente (también conocido como la «Batalla de Berna») con Brasil. El partido terminó en una pelea, y Sebes fue agredido con un zapato por el entrenador brasileño Zezé Moreira. En las semifinales, Hungría derrotó al vigente campeón mundial, Uruguay, sin Puskás, lesionado. El juego fue 2-2 en el tiempo extra hasta que Sándor Kocsis anotó dos veces para sellar otra victoria 4-2. En la final, se encontraron con Alemania una vez más; sin embargo, el encuentro terminaría en desilusión para Hungría, perdiendo 3-2 ante los alemanes en el «Milagro de Berna».

## Palmarés

### Entrenador
Hungría
- Oro Olímpico
  - 1952
- Copa Internacional 
  - 1953
- Copa del Mundo
  - Subcampeón: 1954

### Jugador
MTK Hungária FC/Hungária FC
- Liga húngara
  - Campeón: 1929, 1936, 1937: 3
  - Subcampeón: 1928, 1931, 1933, 1940: 4
- Copa de Hungría
  - Campeón: 1932 : 1
  - Subcampeón: 1930, 1935: 2

### Distinciones individuales

#### Clasificaciones de los mejores entrenadores de todos los tiempos
| Premio       | Posición | Top 10 | Año  | Referencias   |
| ------------ | -------- | ------ | ---- | ------------- |
| World Soccer | 24.º     | No     | 2013 | [ 11 ] [ 12 ] |